# Опыт Винера
Опыт Винера — опыт, поставленный в 1890 году О. Винером, экспериментально подтвердивший существование стоячих световых волн и подтвердивший, что действие света обусловлено именно электрической составляющей поля.

## Описание опыта

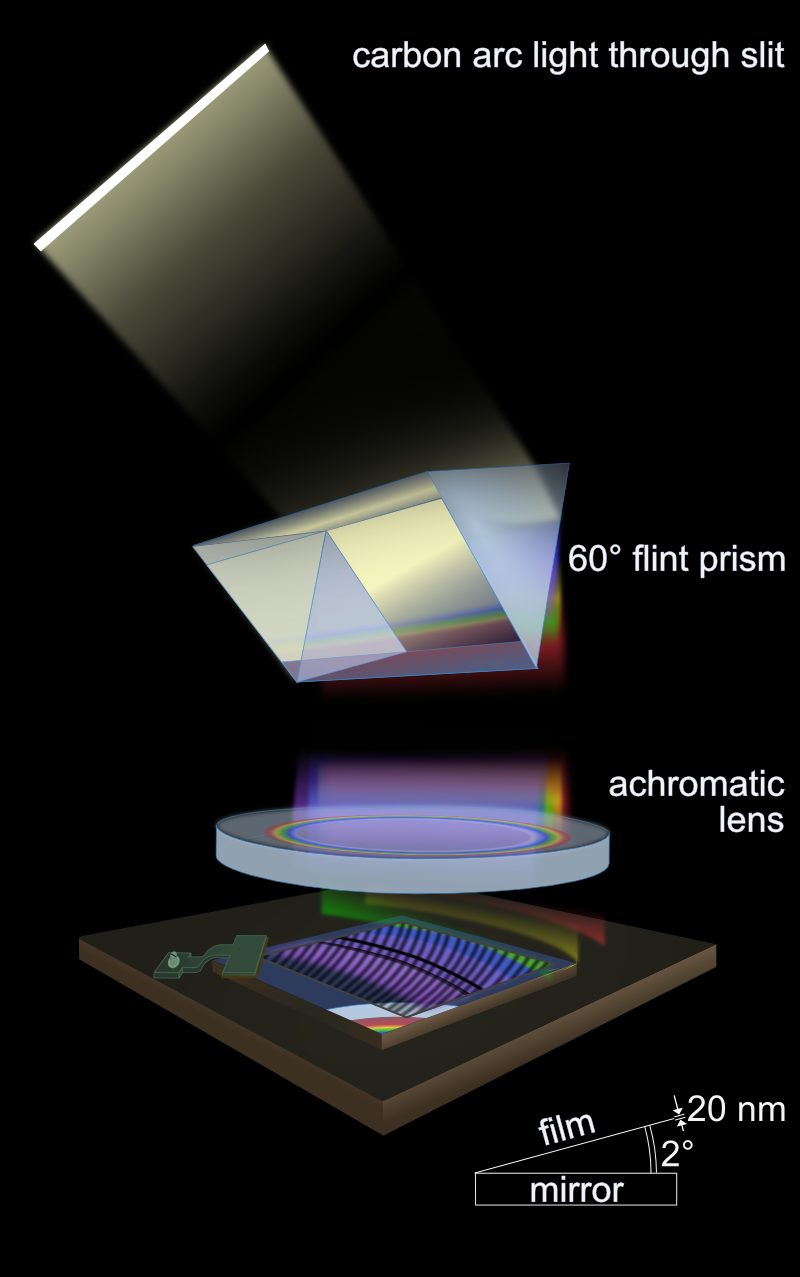
Схематическое изображение экспериментальной установки, описанной автором в 1890 году. Плёнка изображена так, как если бы это была проявленная фотопленка, демонстрирующий 27 волн и 2 поперечные линии спектра углеродной дуги вблизи фраунгоферовской линии H.

Отто Винер визуализировал световые волны в устойчивых условиях. Хотя это можно было считать эквивалентным обнаружению Герцем радиоволн, их намерения отличались. Герц стремился подтвердить теорию Максвелла, а цель Винера состояла в том, чтобы определить плоскость колебаний световых волн, как они понимались в механической теории. Оба учёных, как и большинство их современников, предполагали существование эфира. С появлением квантовой механики концепция светового поля резко изменилась. В настоящее время квантовая оптика заменила задачу визуализации световых волн задачей одновременного измерения их фазы и амплитуды.

### Установка
Свет получали от угольной дуги, попадающей в фотолабораторию через щель. Затем его фильтровали через призму, отбрасывая большую часть красной части спектра. Ахроматическая линза фокусировала слегка сходящийся световой пучок шириной 8 мм. Через 220 мм после линзы свет падал перпендикулярно на полированное серебряное зеркало. Монохроматический свет имеет одну длину волны, следовательно, наблюдается регулярная картина стоячих волн, параллельная поверхности зеркала. Ортохроматическая плёнка Винера была тонкой и прозрачной для света, около 20 нм, измеренной интерференционным методом, что намного меньше длины волны (дублет натрия около 589 нм). Её положили на зеркало поверх такого же тонкого слоя геля. Таким образом, применяя давление только к одной стороне плёнки, Винер мог слегка наклонить её, чтобы она прошла через несколько стоячих волн. Стоячие волны обнаруживали экспонированием плёнки в течение 20-35 минут после проявления и печати.

### Критика Друде
Винер добавил к клину бензол после того, как его раскритиковали за то, что он не учёл возможность фотографирования интерференционных полос на тонкой плёнке, а не стоячих волн. Его интерпретация подтвердила интерпретацию Френеля, а не Неймана. Пол Друде раскритиковал Винера за это. Вместе с Нернстом он повторил эксперимент Винера, используя флуоресцентную плёнку в качестве детектора, чтобы доказать, что эффект был вызван электрическими полями.

### Связь с интерференционной фотографией
Фотографический эксперимент для проверки теории Френеля уже был предложен Вильгельмом Ценкером (1829—1899) после обращения Французской академии наук в 1865 году. Однако предложение Ценкера не касалось толщины плёнки. Экспонируя более толстую плёнку, которую можно было наблюдать по отражению, а не по прозрачности, Габриэль Липпманн открыл интерференционную цветную фотографию, за которую он был удостоен Нобелевской премии. После этого Винер внёс свой вклад в теорию Липпмана.

### Другие повторения опыта
Лейстнер, ученик Винера, повторил эксперимент в других условиях, чтобы лучше охарактеризовать излучение. Лейстнер модифицировал интерферометр Маха — Цендера, чтобы поместить плёнку между зеркалами. Другим повторением была диссертация Эрнста Шульта, заказанная Нернстом и Максом фон Лауэ для сравнения интенсивности света с энергией, измеренной с помощью микропирометра, наряду с проверкой гипотезы квантования энергии в отношении теории простых волн. Ещё одно примечательное повторение, направленное на оценку зависимости фотоэлектрической эмиссии цезиевой плёнки от условий освещения. Ивес и Фрай контролировали формирование полос, используя более толстую плёнку, которую нужно было разрезать при проявлении. В более поздних повторениях используется лазерная технология.